# Perdita hiemalis
Perdita hiemalis är en biart som beskrevs av Timberlake 1980. Perdita hiemalis ingår i släktet Perdita och familjen grävbin. Inga underarter finns listade i Catalogue of Life.